# 宾夕法尼亚州立大学法学院
賓州州立大學法學院（英語：Penn State Law）是一所位于美国宾夕法尼亚州大學公園校區的法学院，附属于賓州州立大學，是该校两所法学院之一。

## 介紹
該法學院历史可追溯至1834年创立的迪金森法学院（Dickinson School of Law），2014年之前为同一法学院两地同时办学，但在2014年賓州州立大學取得了美国律师协会许可，允许位於大學公園校區的法學院和位於卡萊爾的迪金森法学院各自独立运作。
賓州州立大學法學院在美国新闻与世界报道2023年法学院排名中取得第64名排名。